# Mamonicha
Mamonicha (ros. Мамониха) – osiedle w Rosji, w obwodzie archangielskim, w rejonie pinieskim. W 2010 liczyło 334 mieszkańców.